# O Outro Lado do Paraíso
O Outro Lado do Paraíso és una pel·lícula brasilera de 2014 del gènere drama dirigida per André Ristum i protagonitzada per Eduardo Moscovis i Davi. Galdeano.

## Sinopsi
La pel·lícula és basada en l'autobiografia O Outro Lado do Paraíso del periodista Luiz Fernando Emediato, que narra la història de la família de Nando (en aquest cas, Luiz Fernando Emediato, interpretat per Davi Galdeano), quan es traslladen del camp des de Minas Gerais fins a la nova capital federal: Brasília. Tan bon punt arriben, pare i fill (Antônio, interpretat per Eduardo Moscovis, i Nando) s'impliquen en política. Nando, de 12 anys, intenta aprendre política amb llibres considerats aleshores prohibits, com el socialista marxista El capital, mentre que el seu pare dona suport al president João Goulart i les accions de vaga sindical. Amb el Cop d'Estat de 1964 al Brasil, Antônio és arrestat i torturat. Després de l'episodi, tota la família torna a Minas Gerais.

## Repartiment
- Eduardo Moscovis...Antônio Trindade[2]
- Davi Galdeano...Nando (Luiz Fernando Emediato)[2]
- Jonas Bloch...Simeão[2]
- Murilo Grossi...Padre Alberto[2]
- Mariana Nunes...Enide[2]
- Camila Márdila...Sueli[2]
- Simone Iliescu...Nancy[2]
- Maju Souza...Iara[2]
- Flávio Bauráqui...Jorjão[2]
- Adriana Lodi...professora Iolanda[2]
- Stephanie de Jongh...Marina[2]
- Saraiva Iuri...Ricardo[2]
- Tais Bizerril...Alice[2]
- Henrique Bernardes...Tuniquinho
- Similião Aurélio...Zepa
- Sérgio Sartório...infiltrado
- Adeilton Lima...Seu Joaquim
- Pedro Henrique Chaves...Mariano

## Producció
La producció del llargmetratge va començar el febrer de 2013 i es va acabar l'any 2014, participant en el 43è Festival de Gramado. La pel·lícula conté imatges inèdites del Cop d'Estat de 1964 al Brasil, que es van mantenir guardades durant dècades.
O Outro Lado do Paraíso va suposar el retorn de les produccions al Polo Cinematográfico de Brasilia, després de 12 anys tancat. El pressupost de la pel·lícula és de 7 milions de R$, la qual cosa la converteix en la producció més cara de Brasília.

## Recepció

### Premis i nominacions
La pel·lícula va guanyar els següents premis:
- Festival de Brasília: Trofeu Cambra Legislativa, Millor pel·lícula a elecció del públic, Millor actor (Davi Galdeano), Millor actriu (Simone Iliescu) i Millor guió.[2]
- Festival de Gramado: premi a la millor pel·lícula pel jurat popular.[5]
- Festival Llatinoamericà de Trieste: Millor pel·lícula, Millor actriu (Maju Souza) Millor pel·lícula pel Jurat Jove.[5]
- XXII Mostra de Cinema Llatinoamericà de Catalunya: premio Radio Exterior de España.[6]